# Imprensa Nacional de Angola
A Imprensa Nacional de Angola (INA) é uma empresa pública de administração indireta angolana especializada nos serviços de editora de periódicos oficiais, sendo a maior do ramo no país. Sua sede fica em Luanda.
É o órgão do governo angolano responsável pela publicação do Diário da República.

## Histórico
Planejada a partir de abril de 1845, a INA foi oficialmente fundada em 13 de setembro de 1845, com o nome de "Imprensa Nacional de Luanda", sendo a responsável, a partir de 1867, pela publicação do mais antigo diário ainda em circulação em Angola, denominado "Boletim Oficial". Esta publicação corresponde ao atual Diário da República. Antes desta publicação, entre 1845 e 1867, publicou o "Jornal Oficial de Legislação".
Em 10 de novembro de 1975 o Boletim Oficial é publicado pela última vez com esta denominação, passando, a partir de 11 de novembro de 1975, a denominar-se "Diário da República Popular de Angola".
Em 1 de novembro de 1982, a Imprensa Nacional passa por sua primeira grande reorganização, ganhando um Estatuto Orgânico e tomando a forma jurídica de "Unidade Econômica Estatal", aprovado pelo Decreto 96/82 do Conselho de Ministros.
Pelo Decreto nº 14/04 de 28 de maio de 2004, a INA é transformada numa empresa pública, passando a designar-se oficialmente Imprensa Nacional, E.P., ganhando a denominação "Imprensa Nacional de Angola" (INA) em 30 de junho de 2010.